# Campo di aviazione di Verona-Tombetta
Il campo di aviazione di Verona-Tombetta fu uno dei primi aeroporti d'Italia, il primo aeroporto di Verona fino ai primi anni venti.

## Storia
Verso la fine del 1914, si costituì il primo campo di Verona situato a Tombetta. 
Il campo era situato di fronte al santuario di Santa Teresa di Gesù Bambino tra le attuali via Scuderlando e viale Agricoltura. Era delimitato a nord dalla Stazione di Verona Porta Nuova e dalla linea ferroviaria per Trento, a sud dall'attuale Via Mantovana, ad ovest dalle attuali Via Guerrieri - Via Albere ed ad est dall'attuale Via Aeroporto.
Vi fu costruito un hangar tipo Gioia e una piccola casermetta ad uso officina, con la truppa alloggiata nel Forte Porta Nuova.
Nell'agosto-settembre si mise mano a diverse altre costruzioni di hangars.
Nell'agosto-settembre vennero costruiti di hangars, tanto nella pista di Tombetta quanto nella Piazza d'Armi, prossima alla Stazione di Verona Porta Nuova e confinante con l'altro campo. 
Verso la fine del 1916 il campo poteva ospitare 6 o 7 squadriglie. 
La pista da volo era in terra battuta.
L'aeroporto fu impiegato per tutto il conflitto ed ospitò numerosi reparti. 
Il campo ospitò anche dei reparti francesi dislocati lungo il perimetro adiacente allo stradone Santa Lucia.
Francesi e inglesi installarono sul campo importanti depositi e riserve per la loro aviazione contribuendo alla decisione del Comando supremo militare italiano di spostare alcuni reparti sui campi vicini di Ganfardine (poi aeroporto di Verona-Villafranca) e dell'aviosuperficie di Ca' degli Oppi.
Il 20 giugno 1917 venne bombardato da una squadriglia aerea austriaca partita dall'aeroporto militare di Gardolo nel Trentino.
Quando, nel maggio del 1918 i reparti di stanza a Piazza d'Armi furono trasferiti, Tombetta rimase il campo di aviazione principale di Verona ospitando oltre alla 6ª Squadriglia una sezione per la difesa aerea della città (1ª Sezione difesa su Savoia-Pomilio SP.3) fino al 12 ottobre.
Il campo di Piazza d'Armi, chiamato dai francesi "Porta Nuova" fu demolito agli inizi degli anni '20 per l'edificazione dei quartieri delle Golosine, di Borgo Roma e del polo fieristico della "ZAI" (acronimo per "Zona Agricolo  Industriale").